# Шестаков, Павел Петрович
Павел Петрович Шестаков (29 июня 1889, Монастырщина — 30 января 1937) — белорусский поэт и журналист.

## Биография
Происходил из семьи крестьян. Окончил Витебский педагогический институт. Профессиональную деятельность начал в школе грамоты в 1906 году. С 1916 года воевал на румынском фронте в составе 7-й артиллерийской бригады. В 1917 году — в Москве: прапорщик 2-го запасного полка бригады тяжелой артиллерийской, участник Октябрьского восстания в Москве. С 9 ноября — член Московского Совета солдатских депутатов.
В 1918—1919 годах проживал в Мстиславле: член уездного исполкома и заведующий отделом народного образования, редактор уездной газеты «Думы бедняка». Принимал участие в гражданской войне.
С 1921 года в Минске: глава политсовета Минского военкомата, заместитель старшины Главполитсовета Белоруссии, главный инспектор по клубам и избам-читальням. С сентября 1926 по август 1928 года в Москве — заведующий белорусского сектора Коммунистического университета национальных меньшинств Запада имени Мархлевского.
С сентября 1928 по август 1929 года — заместитель народного комиссара образования БССР. С марта по июль 1929 года ответственный редактор газеты «Советская Беларусь».
С октября 1935 по август 1936 года — директор Белгосиздата. Был членом ЦИК БССР (1929—1932). Автор либретто первой оперы Н. Н. Чуркина «Освобождение труда», многих стихотворений и статей.
30 января 1937 года необоснованно арестован органами НКВД, затем расстрелян. В 1956 году реабилитирован посмертно.